# Малкаровые пауки
Малкаровые пауки (лат. Malkaridae) — очень маленькое семейство аранеоморфных пауков, насчитывающее всего 10 видов из 4 родов.

## Распространение
В основном эти пауки распространены в Австралии, и всего один вид распространён в Южной Америке.

## Список видов
- Carathea Moran, 1986
  - Carathea miyali Moran, 1986 — Тасмания
  - Carathea parawea Moran, 1986 — Тасмания
- Chilenodes Platnick & Forster, 1987
  - Chilenodes australis Platnick & Forster, 1987 — Чили, Аргентина
- Malkara Davies, 1980
  - Malkara loricata Davies, 1980 — Квинсленд
- Perissopmeros Butler, 1932
  - Perissopmeros arkana (Moran, 1986) — Новый Южный Уэльс
  - Perissopmeros castaneous Butler, 1932 — Новый Южный Уэльс
  - Perissopmeros darwini Rix, Roberts & Harvey, 2009 — Западная Австралия
  - Perissopmeros foraminatus (Butler, 1929) — Виктория
  - Perissopmeros grayi (Moran, 1986) — Новый Южный Уэльс
  - Perissopmeros mullawerringi (Moran, 1986) — Австралийская столичная территория
  - Perissopmeros quinguni (Moran, 1986) — Новый Южный Уэльс